# Rebutia steinbachii
Rebutia steinbachii ist eine Pflanzenart in der Gattung Rebutia aus der Familie der Kakteengewächse (Cactaceae). Das Artepitheton steinbachii ehrt den bolivianischen Landwirt und Kakteensammler José Steinbach (1875–1930?).

## Beschreibung
Rebutia steinbachii wächst sprossend mit niedergedrückt kugelförmigen bis keulenförmigen Körpern und bildet oft große Gruppen. Diese erreichen bei Durchmessern von 10 Zentimetern Wuchshöhen von bis zu 8 Zentimetern und besitzen eine kräftige Rübenwurzel. Die länglichen Areolen sind weiß. Die stechenden, abstehenden Dornen fehlen an den jüngsten Areolen häufig ganz und sind später oft gebogen. Sie sind weiß oder gelb mit dunkler Spitze oder einheitlich dunkelbraun bis annähernd schwarz. Die 2 bis 3 Mitteldornen, die auch fehlen können, sind 3 bis 5 Zentimeter lang. Die 8 bis 12 (oder mehr) Randdornen sind bis zu 1,5 Zentimeter lang.
Ihre roten, violetten oder gelben Blüten sind bis zu 3,5 Zentimeter lang.
Die olivgrünen bis rotbraunen Früchte weisen einen Durchmesser von 6 bis 8 Millimeter auf.

## Verbreitung, Systematik und Gefährdung
Rebutia steinbachii ist im bolivianischen Departamento Cochabamba in Höhenlagen zwischen 3400 und 3500 Metern verbreitet.
Die Erstbeschreibung durch Erich Werdermann wurde 1931 veröffentlicht. Nomenklatorische Synonyme sind Sulcorebutia steinbachii (Werderm.) Backeb. (1951) und Weingartia steinbachii (Werderm.) F.H.Brandt (1977). Die Art ist sehr variabel, was dazu geführt hat, dass zahlreiche taxonomische Synonyme existieren.
In der Roten Liste gefährdeter Arten der IUCN wird die Art als „Least Concern (LC)“, d. h. als nicht gefährdet geführt.

## Nachweise